# Ángeles Montolio
Ángeles Montolio (ur. 6 sierpnia 1975 w Barcelonie) – hiszpańska tenisistka, reprezentantka kraju w Fed Cup.

## Kariera tenisowa
Zawodową tenisistką Montolino była w latach 1990–2003.
W swojej karierze wygrała dwanaście turniejów singlowych i jeden deblowy w cyklu ITF. W rozgrywkach rangi WTA Tour zwyciężyła trzykrotnie w grze singlowej, w Porto, Estoril i Bol, a także osiągnęła finały w Madrycie i Palermo. Największe sukcesy w turniejach wielkoszlemowych Montolino to dotarcie do trzeciej rundy podczas Wimbledonu 2001, US Open 1999 i US Open 2001.
W 1994 i 2002 reprezentowała Hiszpanię w Fed Cup triumfując w dwóch meczach deblowych i ponosząc jedną porażkę w singlu.
W rankingu gry pojedynczej Montolino najwyżej była na 22. miejscu (25 lutego 2002), a w klasyfikacji gry podwójnej na 114. pozycji (21 kwietnia 1997).

## Finały turniejów WTA
| Legenda                | Legenda |
| ---------------------- | ------- |
| Wielki Szlem           |         |
| Igrzyska olimpijskie   |         |
| WTA Tour Championships |         |
| 1988 – 2008            |         |
| Kategoria I            |         |
| Kategoria II           |         |
| Kategoria III          |         |
| Kategoria IV           |         |
| Kategoria V            |         |

### Gra pojedyncza (3–2)
| Końcowy wynik | Nr | Data             | Turniej | Nawierzchnia | Przeciwniczka           | Wynik finału          |
| ------------- | -- | ---------------- | ------- | ------------ | ----------------------- | --------------------- |
| Finalistka    | 1. | 18 lipca 1999    | Palermo | Ceglana      | Anastasija Myskina      | 6:3, 6:7(3), 6:4, 2:6 |
| Zwyciężczyni  | 1. | 15 kwietnia 2001 | Estoril | Ceglana      | Jelena Bowina           | 3:6, 6:3, 6:2         |
| Zwyciężczyni  | 2. | 6 maja 2001      | Bol     | Ceglana      | Mariana Díaz-Oliva      | 3:6, 6:2, 6:4         |
| Finalistka    | 2. | 26 maja 2001     | Madryt  | Ceglana      | Arantxa Sánchez Vicario | 5:7, 0:6              |
| Zwyciężczyni  | 3. | 7 kwietnia 2002  | Porto   | Ceglana      | Magüi Serna             | 6:1, 2:6, 7:5         |

## Wygrane turnieje rangi ITF
| turnieje z pulą nagród 100 000 $ |
| turnieje z pulą nagród 75 000 $  |
| turnieje z pulą nagród 50 000 $  |
| turnieje z pulą nagród 25 000 $  |
| turnieje z pulą nagród 15 000 $  |
| turnieje z pulą nagród 10 000 $  |

### Gra pojedyncza
|     | Data       | Turniej   | Kat. | ($)    | Naw.   | Finalistka              | Wynik         |
| 1.  | 10/05/1993 | Barcelona | ITF  | 10 000 | ziemna | Mariam Ramon Climent    | 7:6, 6:4      |
| 2.  | 21/02/1994 | Walencja  | ITF  | 25 000 | ziemna | Sofia Prazeres          | 6:3, 6:0      |
| 3.  | 30/05/1994 | Hebron    | ITF  | 25 000 | twarda | Cristina Torrens Valero | 6:3, 6:2      |
| 4.  | 12/06/1995 | Hebron    | ITF  | 50 000 | ziemna | Frederica Fortuni       | 7:6, 6:7, 6:4 |
| 5.  | 19/07/1998 | Getxo     | ITF  | 25 000 | ziemna | Kira Nagy               | 7:6, 7:6      |
| 6.  | 11/10/1998 | Girona    | ITF  | 10 000 | ziemna | Marta Marrero           | 6:4, 6:1      |
| 7.  | 07/02/1999 | Majorka   | ITF  | 10 000 | ziemna | Gisela Riera-Roura      | 6:0, 6:3      |
| 8.  | 14/02/1999 | Majorka   | ITF  | 10 000 | ziemna | Emmanuelle Curutchet    | 6:3, 6:7, 6:1 |
| 9.  | 09/05/1999 | Ateny     | ITF  | 25 000 | ziemna | Laura Pena              | 6:0, 6:2      |
| 10. | 16/05/1999 | Edynburg  | ITF  | 50 000 | ziemna | Patricia Wartusch       | 6:3, 6:4      |
| 11. | 20/06/1999 | Marsylia  | ITF  | 50 000 | ziemna | Cristina Torrens Valero | 6:4, 7:5      |
| 12. | 18/06/2000 | Marsylia  | ITF  | 50 000 | ziemna | Anabel Medina Garrigues | 6:2, 6:7, 6:4 |